# 景俊海
景俊海（1960年12月20日—），陕西白水人，中华人民共和国政治人物。原西北电讯工程学院基础部物理师资班毕业，西安电子科技大学半导体材料与器件专业在职研究生学历，工学硕士，1982年7月加入中国共产党。现任全国人大教育科学文化卫生委员会副主任委员，曾任中共中央宣传部副部长，中共陕西省委常委、省委宣传部部长，中共北京市委副书记，中共吉林省委副书记、吉林省人民政府省长、中共吉林省委書記等职务，系中共第十九届中央候补委员、第二十届中央委员。

## 早年经历
1982年7月，景俊海自西北电讯工程学院（现为西安电子科技大学）基础部物理师资班毕业后，留校任教；1985年9月至1988年1月，在该校半导体材料与器件专业学习，获工学硕士学位；1992年6月，晋升为副教授。

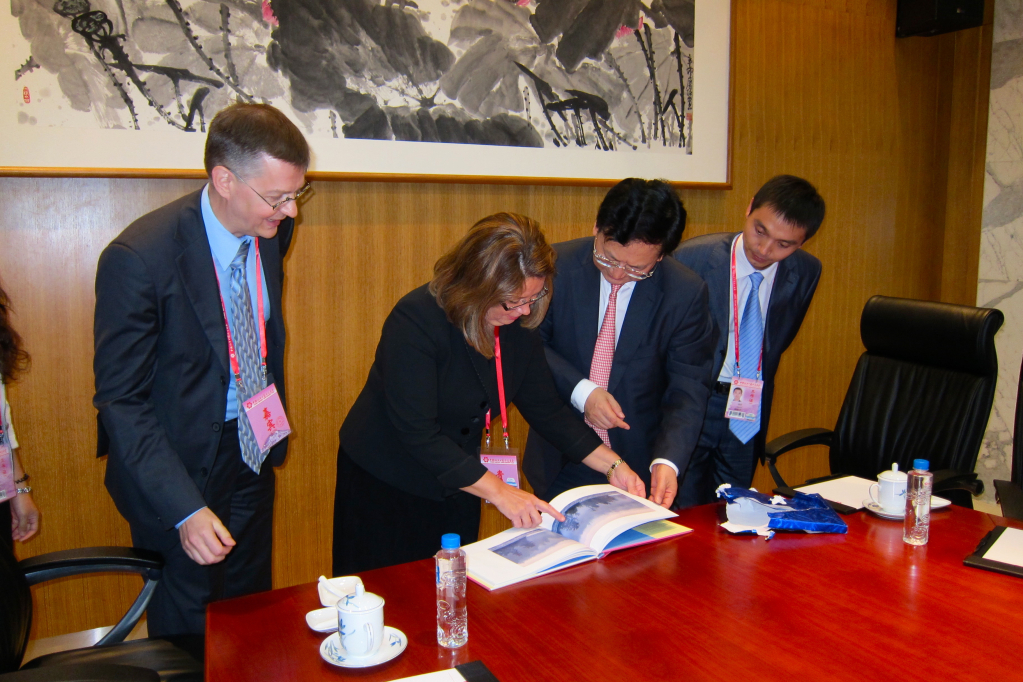
陕西省副省长景俊海与明尼苏达州副州长伊冯娜·普雷特那·梭伦，2011年10月15日。

### 陕西起步
二十世纪90年代初，景俊海参与了西安高新技术产业开发区的初期建设工作；1992年9月起，先后担任西安高新技术产业开发区管委会项目部副部长、部长、涉外工作部部长、创业中心主任等职；1997年8月，升任西安高新区管委会副主任；1999年12月起，又兼任西安市科技协会副主席；2003年1月，出任西安高新区管委会主任、党工委书记兼市科协副主席。
2005年11月，任中共西安市委常委，西安高新区管委会主任、党工委书记；2008年1月，当选陕西省人民政府副省长、党组成员；2012年5月，任中共陕西省委常委、省委宣传部部长，省政府副省长（至2012年7月）。

### 北京历练
2015年7月，景俊海调任中共中央宣传部副部长。2017年4月，出任中共北京市委副书记；同年10月，在中国共产党第十九次全国代表大会上当选中国共产党第十九届中央委员会候补委员。

### 主政吉林
2018年1月，出任中共吉林省委副書記，吉林省副省长、代理省长。当年1月31日，正式当选吉林省省长。2018年2月24日，当选为第十三届全国人大代表。
2020年11月，升任中共吉林省委书记；同月，不再担任省长职务；2021年1月27日，在吉林省第十三届人民代表大会第四次会议上，当选吉林省人大常委会主任。

### 退居二线
2024年6月，63岁的景俊海被免去吉林省委书记、常委、委员职务，另有任用。7月31日辞去吉林省人民代表大会常务委员会主任职务。同年9月13日，在第十四届全国人大常委会第十一次会议上被任命为全国人大教育科学文化卫生委员会副主任委员，退居二线。

## 言论
2018年1月27日，景俊海在参加政协吉林省第十二届委员会第一次会议联组会议上的发言称：“东北的冬天并非“猛兽”。真正做事的人都不觉得冷，无事可做的人才觉得冷，这与人的精神状态有关系。”此发言刊登在2018年2月7日《人民日报》第5版上。